# Wilzenberg-Hußweiler
Wilzenberg-Hußweiler là một đô thị thuộc huyện Birkenfeld, trong bang Rheinland-Pfalz, phía tây nước Đức. Đô thị Wilzenberg-Hußweiler có diện tích 6,46 km², dân số thời điểm ngày 31 tháng 12 năm 2006 là 313 người.